# Porunga
Porunga is een personage uit de manga-serie Dragon Ball.
Porunga is een enorm grote groene draak die wordt opgeroepen door middel van de 7 Dragonballs bij elkaar te zoeken. Hij is geschapen door Guru.

## Dragonballs
De 7 Dragonballs die hierboven worden genoemd moeten wel op de planeet Namek gevonden zijn.
Het zijn oranje ballen die genummerd zijn door middel van sterren.
Zo heb je dus de "1-star Dragonball tot en met de 7-star Dragonball".
Leg deze bij elkaar en roep: Porunga, Eeeuwige Draak van de planeet Namek. Ik roep u op!
Deze tekst moet wel in de taal van de planeet Namek geroepen worden.
Deze Dragonballs worden verspreid over heel de planeet nadat de wensen in vervulling zijn gegaan.
De Dragonballs en de draak die hierin rust, zijn gemaakt door Guru.
Maar deze mensen moeten wel uit de Drakenfamilie komen, omdat alleen deze mensen de bevoegdheid en de vaardigheden hiervoor hebben.

## Beschermdraak
Porunga is de beschermdraak van Namek en daarom worden de Dragonballs ook over deze planeet verspreid na de vervulde wensen.

## Draken
Er zijn meerdere draken buiten Porunga om.
1 hiervan is Shenron. Dit is de beschermdraak van de aarde.
Deze andere draken met hun Dragonballs zijn ook gemaakt door verschillende mensen van de planeet Namek. Iedere draak, dus per 7 Dragonballs en per planeet, is er ook een beschermheer.

## Beschermheer
Per draak, dus per 7 Dragonballs en per planeet, wordt er ook iemand de taak opgelegd om op die planeet de Dragonballs te beschermen.
Voor de aarde was dit Kami, na Kami kwam Dende op de aarde.
Voordat Kami uiteindelijk beschermheer kon worden moest hij eerst trainen hiervoor. Uiteindelijk is het hem niet gelukt om beschermheer te worden omdat er iets kwaads in hem zat. Hij moest zich splitsen van dit kwaad en hieruit ontstond Piccolo.
De beschermheer van Namek is de oudste persoon van de Drakenfamilie, aangezien deze familie op de planeet Namek woont. In de serie gaat deze persoon dood en krijgt de jongste nakomeling als eerste de titel van beschermheer, deze staat zijn titel pas af als hij dood gaat.